# Panorpa aspoecki
Panorpa aspoecki är en näbbsländeart som beskrevs av Rainer Willmann 1973. Panorpa aspoecki ingår i släktet Panorpa och familjen skorpionsländor. Inga underarter finns listade i Catalogue of Life.